# Metaemene metaemenides
Metaemene metaemenides är en fjärilsart som beskrevs av Embrik Strand 1917. Metaemene metaemenides ingår i släktet Metaemene och familjen nattflyn. Inga underarter finns listade i Catalogue of Life.